# Louis Jacques Daguerre

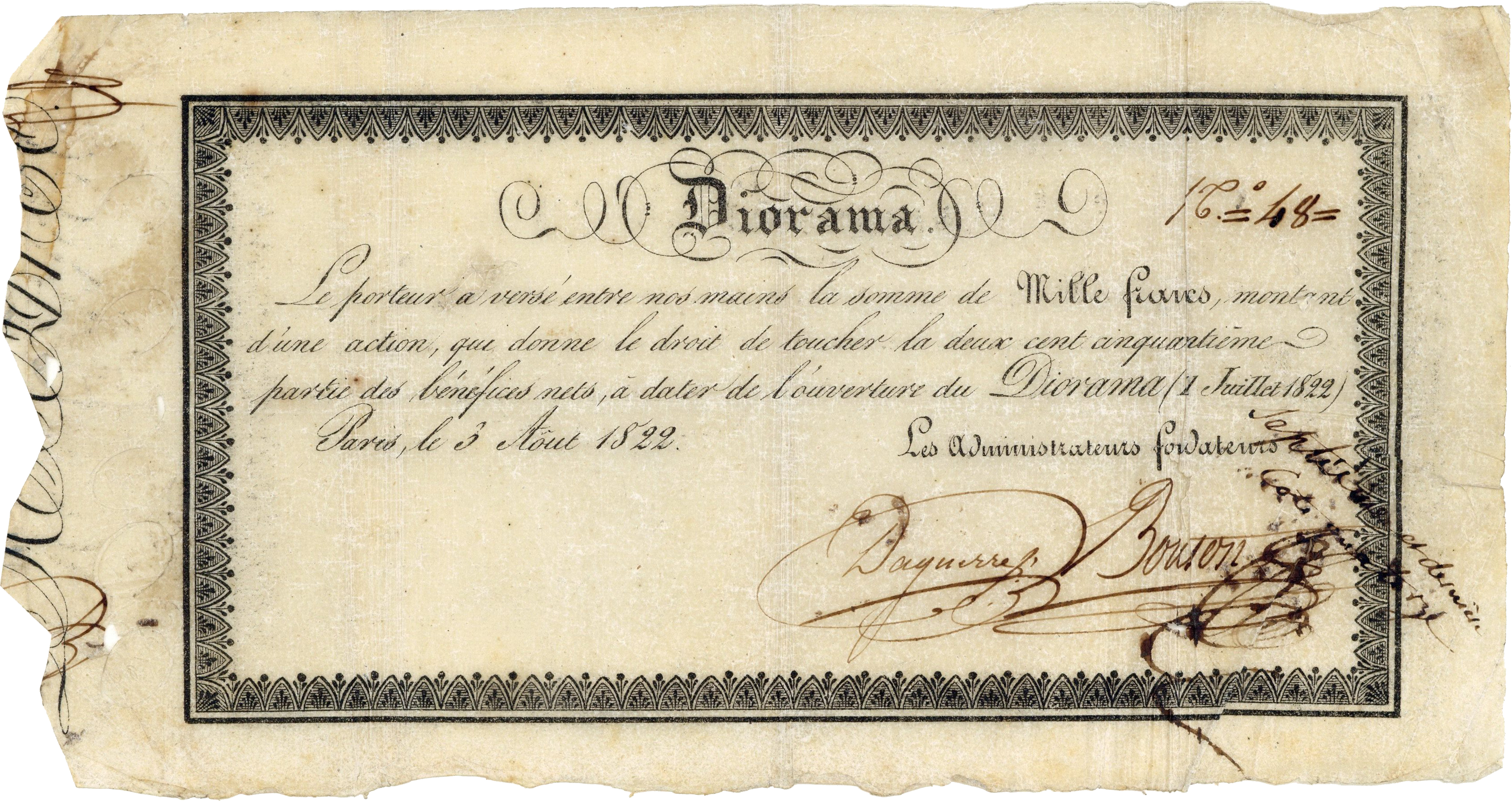
Akcja Société d'exploitation du Diorama de Paris na 1000 franków, wydana 3 sierpnia 1822 roku, podpisana w oryginale przez Charlesa Marie Boutona i Louisa Daguerre'a

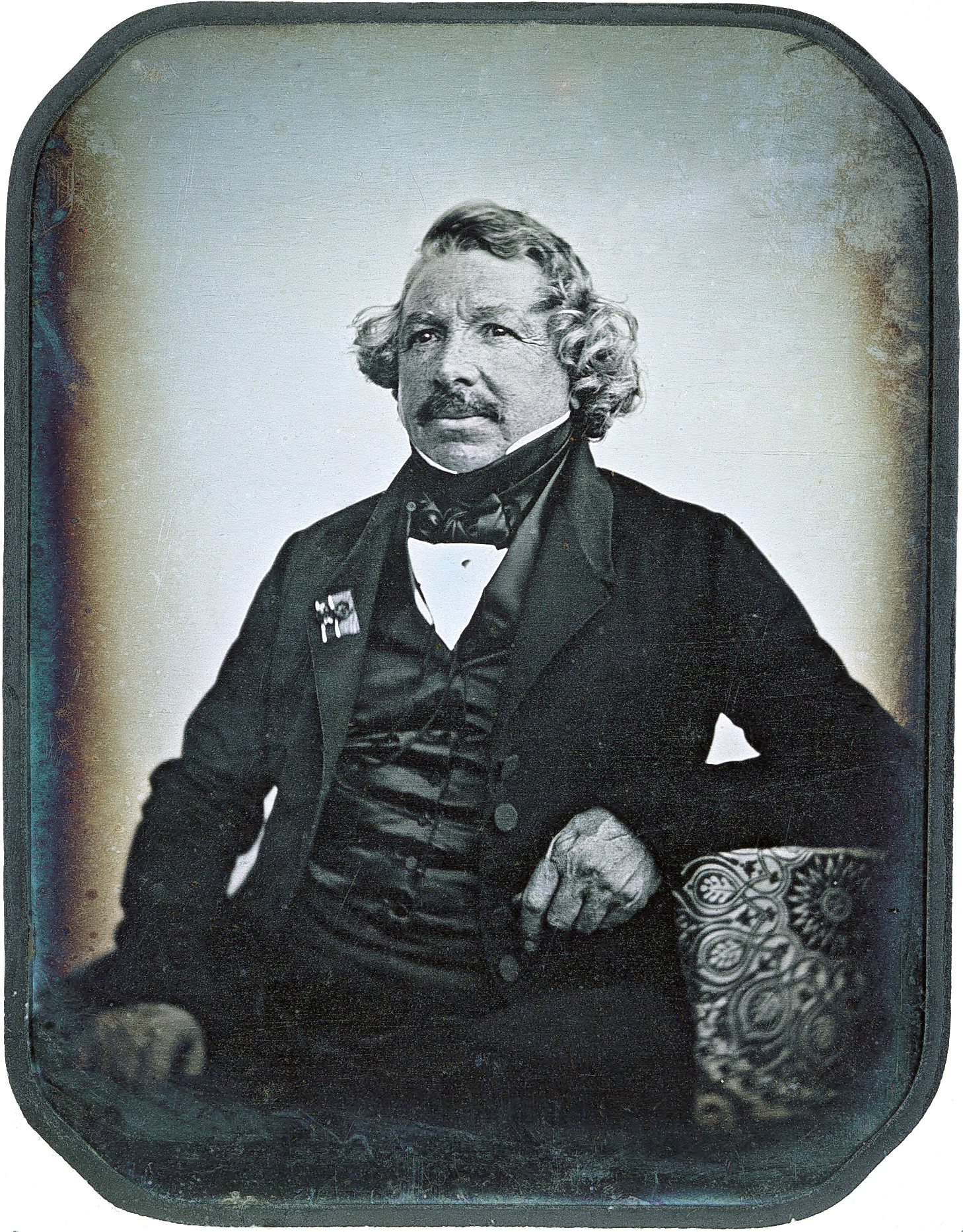
Louis Daguerre, 1844

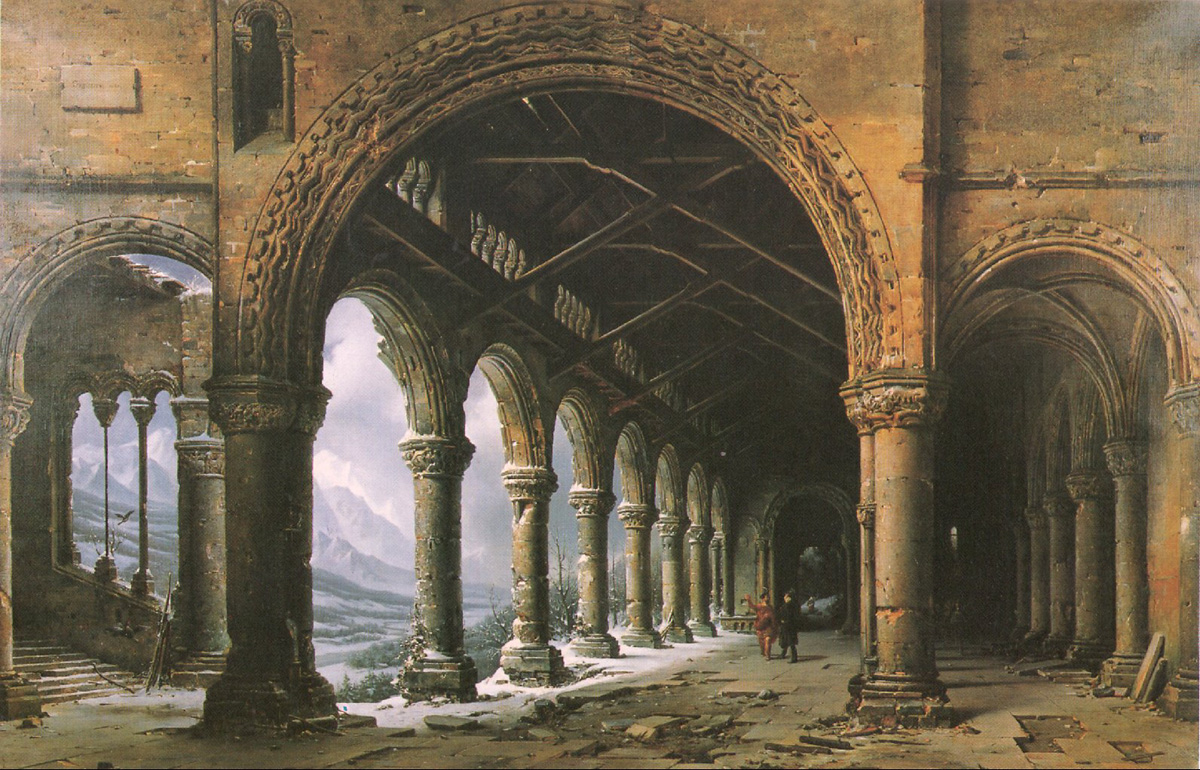
The Effect of Fog and Snow Seen through a Ruined Gothic Colonnade, olej na płótnie, 1826

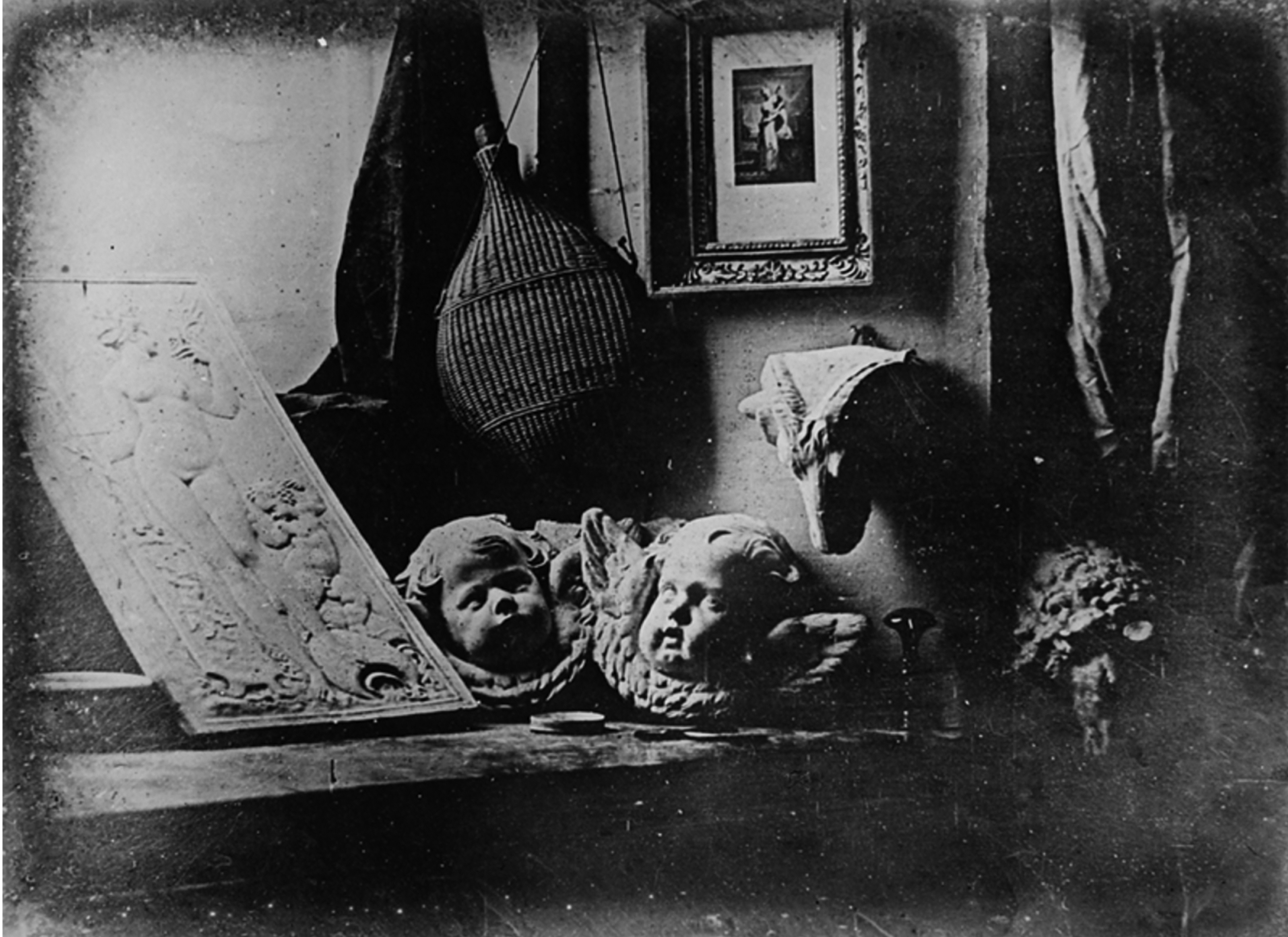
Atelier, dagerotyp, 1837

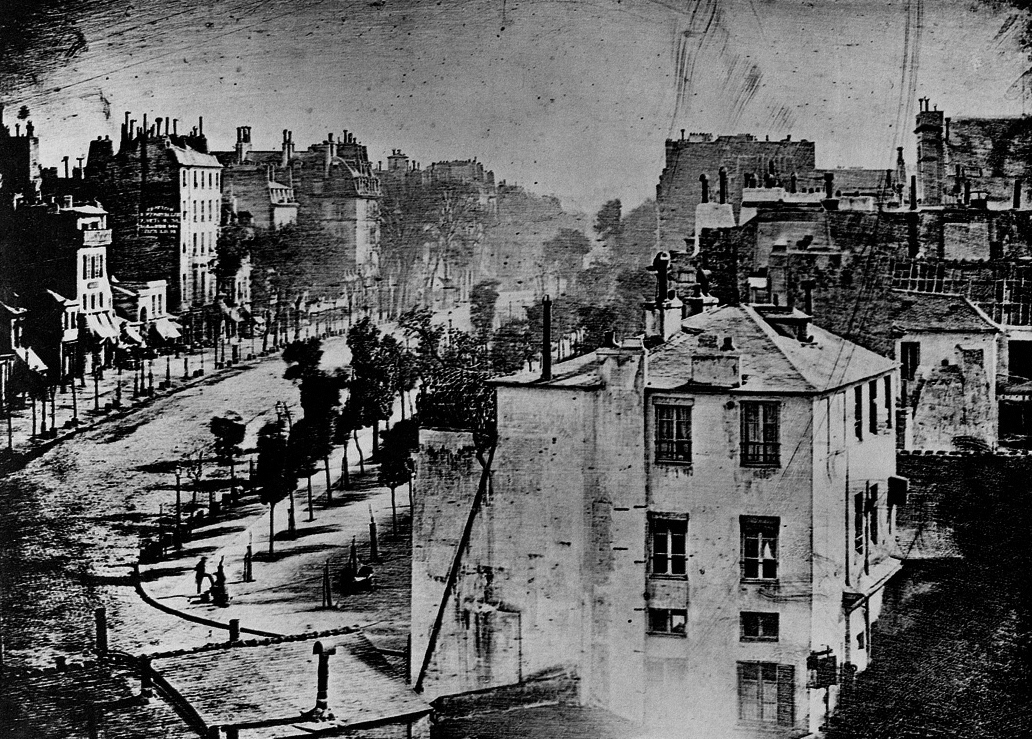
Boulevard du Temple, dagerotyp, 1838

Louis Jacques Mandé Daguerre (ur. 18 listopada 1787 w Cormeilles-en-Parisis, zm. 10 lipca 1851 w Bry-sur-Marne) – francuski malarz, scenograf. W 1842 odznaczony Pour le Mérite za Naukę i Sztukę.
W 1839 ogłoszony został wynalazcą fotografii, choć w tym samym roku swoją metodę wykonywania zdjęć zaprezentował inny badacz, William Fox Talbot. Technika stworzona przez Daguerre’a (przy współpracy Josepha Nicéphore’a Niépce’a) zwana była od jego nazwiska dagerotypią. Pozwalała ona na wykonanie unikatowej odbitki (bez możliwości jej powielenia) na metalowej płytce. Otrzymane zdjęcie charakteryzowało się dużą rozdzielczością.

## Wczesna działalność
Uczył się u lokalnego architekta w swojej rodzinnej miejscowości, a następnie w Paryżu u scenografa Ignace’a Eugène’a Marie Degottiego. W 1807 został asystentem malarza Pierre’a Prévosta. Pracował następnie jako scenograf, przygotowując dekoracje dla Opery paryskiej. W 1822 zaprezentował w Paryżu swój wynalazek – Dioramę, która szybko stała się popularną rozrywką. Był to rodzaj przedstawienia, podczas którego widzowie oglądali pokazywane na scenie realistyczne obrazy, oświetlane w różny sposób.

## Wynalezienie fotografii
Zainteresowany ideą utrwalenia obrazów uzyskiwanych za pomocą urządzenia camera obscura, Daguerre poznał, za pośrednictwem optyka Vincenta Chevaliera, Josepha Nicéphore’a Niépce’a, który co najmniej od lat 20. XIX (a może i od końca XVIII wieku) prowadził badania w tym kierunku. Niépce pokrywał metalową płytkę specjalnymi substancjami i wystawiał ją na działanie światła, a następnie polewał rozpuszczalnikiem. Około 1827 otrzymał najstarsze dziś znane zdjęcie – widok z okna. Metoda ta, nazwana przez niego heliografią, była jednak bardzo niedoskonała i wymagała naświetlania trwającego 8 godzin. W 1829 Niépce wszedł w spółkę z Daguerrem, jednak już 4 lata później Niépce zmarł. Daguerre kontynuował prace nad nową techniką, wykorzystując do pokrywania płyt jodek srebra. W 1835 odkrył zjawisko obrazu utajonego, co pozwoliło mu na znaczne skrócenie czasu naświetlania. W 1838 opatentował wynalazek.
Na początku 1839 wynalezienie dagerotypu, jak nazwano tę metodę, zostało ogłoszone w biuletynie Francuskiej Akademii Nauk. 19 sierpnia tego roku François Arago zaprezentował wynalazek na spotkaniu Akademii Nauk i Akademii Sztuk Pięknych w Paryżu. Jednak w międzyczasie (po ogłoszeniu wynalazku Daguerre’a w biuletynie, ale przed jego prezentacją przez Arago) inny badacz, Brytyjczyk William Fox Talbot, ogłosił się wynalazcą fotografii. Metoda Talbota (talbotypia, zwana też kalotypią) różniła się od metody Daguerre’a zarówno wykorzystywanym procesem chemicznym, jak i podłożem (talbotypia wykonywana była na papierze, dagerotypia na metalowej płytce) oraz wyrazem otrzymywanych odbitek (talbotypia była bardziej malarska i nieostra, dagerotypia cechowała się dużą szczegółowością). Co więcej, w wyniku procesu Talbota otrzymywano negatyw, z którego można było otrzymać dowolną liczbę pozytywów, podczas gdy dagerotyp nie dawał możliwości powielania odbitki.
Podczas prezentacji wynalazku w sierpniu 1839 Arago nazwał Daguerre’a wynalazcą fotografii. Ogłosił także, że Francja, która kupiła prawa do tego procesu, bezinteresownie przekazuje go światu. Wkrótce Daguerre wydał publikację Dagerotyp i diorama, czyli dokładny i autentyczny opis mojej metody oraz aparatów do utrwalania obrazów z camera obscura i stosowanego przeze mnie w dioramie sposobu malowania i oświetlania. Pominięcie przez Daguerre’a udziału Niépce’a wywołało sprzeciw syna Niépce’a, który wydał własną historię wynalazku, którego prawdziwym autorem nazwał swojego ojca.

## Dalsze losy dagerotypii
Dagerotypia spotkała się z tak dużym zainteresowaniem, że już z końcem 1839 roku francuska prasa nazwała tę nową modę „dagerotypomanią”. Entuzjaści fotografii nie zrażali się trudnościami, jakie powodowało transportowanie i obsługiwanie sprzętu. Kolejni naukowcy i wynalazcy pracowali nad udoskonaleniem procesu, bardziej światłoczułymi substancjami, jaśniejszymi soczewkami i lepszymi aparatami.

## Hołd
Planetoida (3256) Daguerre została nazwana jego nazwiskiem.
Jego nazwisko pojawiło się na liście 72 nazwisk na wieży Eiffla.